# 존 마이턴

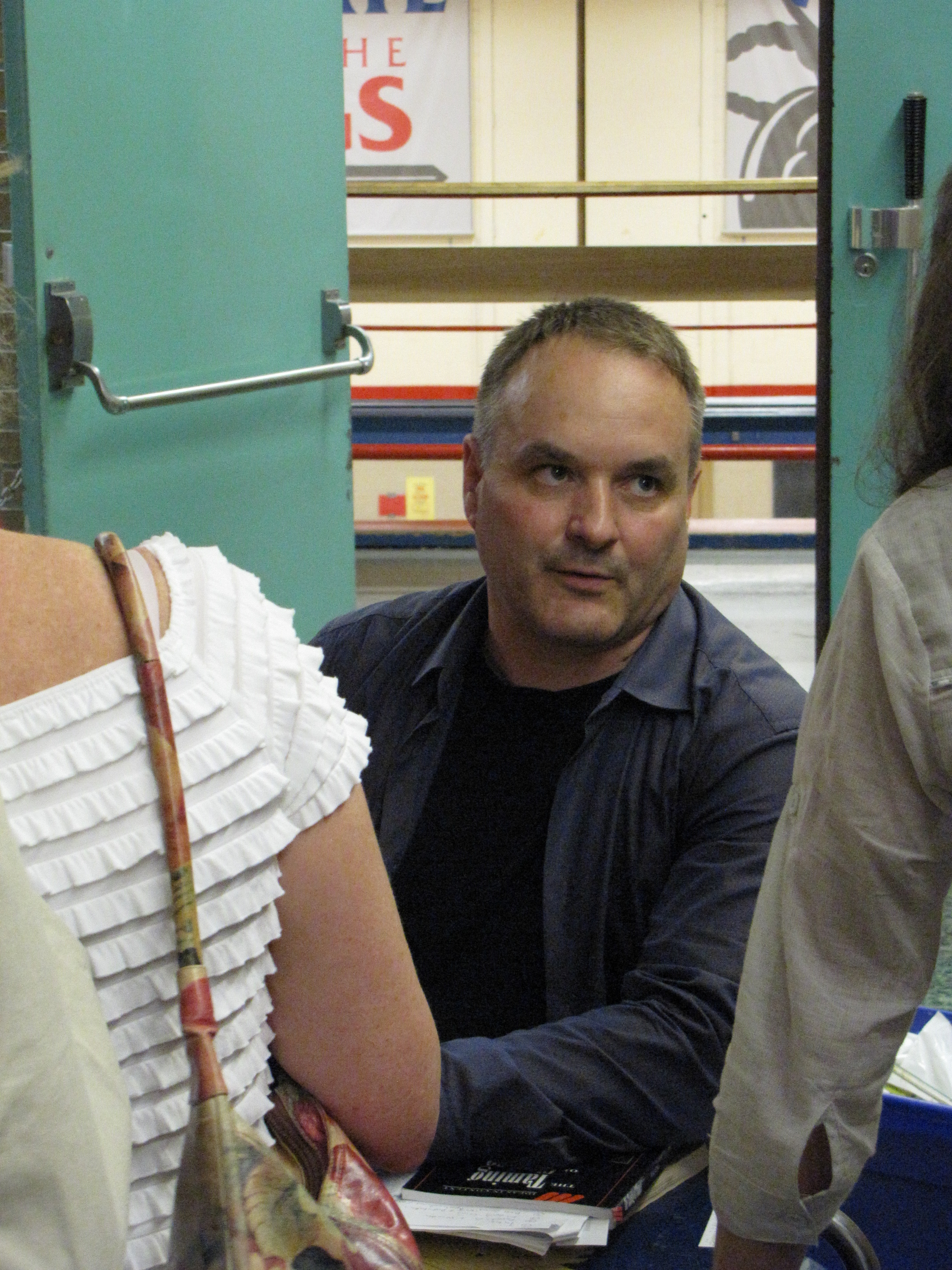

존 마이턴(John Mighton, 1957년 10월 2일 ~ )은 캐나다의 수학자, 극작가, 배우이다.
해밀턴에서 태어났다.

## 영화
- 큐비스트 (2000년)
- 굿 윌 헌팅 (1997년) - 톰 역